# Анапський лиман
Анапський лиман, також Анапські плавні — заболочена низина (заплави), що займають територію на північ від міста Анапа. Утворився завдяки замулення виносами гірських річок частини Анапської затоки Чорного моря. Слугує місцем гніздування багатьох перелітних птахів.

## Історія

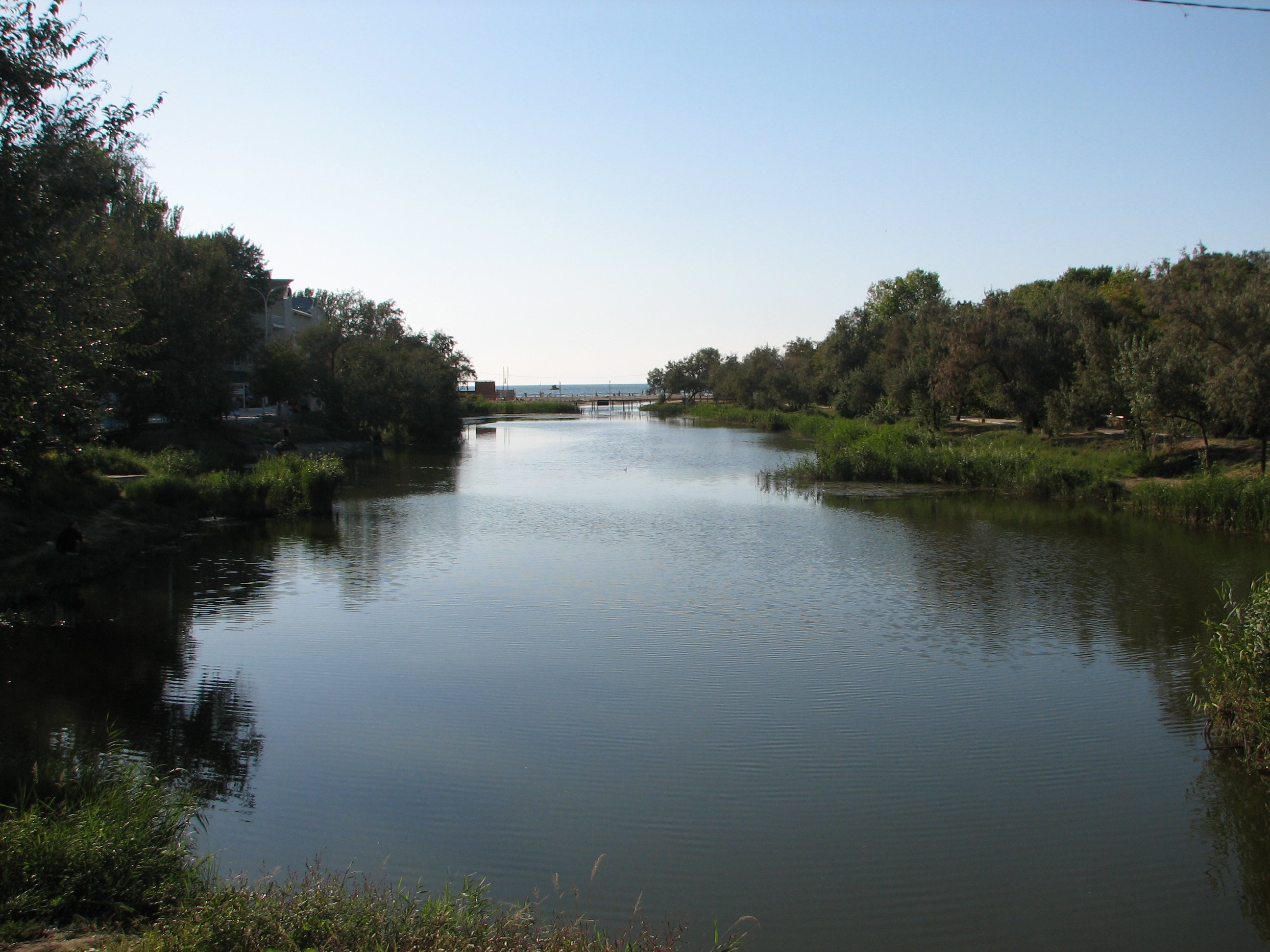
Анапка — річка, що поєднує лиман з морем

Лиман виник відносно недавно. До кінця XVII століття на його місці були води Анапської затоки, яка була місцем активної торгівлі античного міста Горгіппії. Так само затока використовувалася у середньовіччі. На дні лиману віднайдені рештки кораблів. В умовах відсутності сучасної очисної техніки, наносна діяльність річки Кубань призвела до замулення північної частини затоки. З півночі ці процеси прискорили конуси виносів гірських річок Маскага і Куматирь. До початку XIX століття цей район перетворився на лиман.
З розвитком міста більша частина Анапської затоки (сучасний лиман) була осушена. Всередині суші збереглася замулена територія площею близько 12 км², яка й представляю сучасний лиман. Водойма є зарослою осокою, комишем, їжачою голівкою та іншими травами, які слугують важливим джерелом кисню. У мілководний заплавах влітку множиться планктон, ракоподібні, черви та молюски, якими живляться водоплавні птахи. Невеликий водотік — Анапка — забезпечує водообмін між лиманом і морем. У лимані водиться щука, іноді заходить кефаль.